# Seguro de castidad
 Seguro de castidad es una película de Argentina filmada en Eastmancolor dirigida por Jorge Mobaied según el guion de Tito Demiglio que se estrenó el 31 de octubre de 1974 y que tuvo como actores principales a Juan Carlos Dual, Elena Sedova,
Santiago Bal y Julia Sandoval.

## Sinopsis
Un hombre que quería dar ejemplo a la sociedad promete un millón de dólares a su futura hija si ésta se mantiene virgen hasta los 28 años, pero nace un varón y sobre él recae el desafío.

## Reparto
- Juan Carlos Dual
- Santiago Bal
- Ignacio Quirós
- Julia Sandoval
- Elena Sedova
- Marcos Zucker
- Jorge Barreiro
- Linda Peretz
- Marcelo Serpi
- Elizabeth Makar
- Augusto Codecá
- Agó Franzetti
- Gladys Mancini
- Graciela Butaro
- Isabel Cohel
- Alicia del Solar
- Isabel Giosa
- Carlos Iglesias
- Liana Lagos
- Margarita Martin
- Aldo Mayo

## Comentarios
Rómulo Berruri en Clarín dijo:

«Esta historieta no tiene hallazgo alguno…no ha sido resuelta con buen ritmo.»

Riz en Mayoría opinó:

«Los objetivos del director y libretista se circunscriben a límites primarios.»

Manrupe y Portela escriben:

«Picardías hoy ingenuas y poca comicidad en una comedia de situaciones forzadas hasta el máximo.»